# 烏日霍羅德霍韋爾拉足球俱樂部
烏日霍羅德霍韦尔拉足球俱樂部（烏克蘭語：Футбольний Клуб "Говерла" Ужгород），曾是烏克蘭的一家足球俱樂部，主場位於乌日霍罗德。在2011–12賽季，球隊的名稱曾是FC Hoverla-Zakarpattia Uzhhorod。由于拖欠球员工资，在2015–16赛季后该俱乐部被逐出烏克蘭足球超級聯賽。之后该俱乐部解散。